# Schuldendeflation
Eine Schuldendeflation liegt vor, wenn ein Preisverfall (Deflation) zu sinkenden Nominaleinkommen führt. Da die nominale Höhe der Schulden und der geschuldeten Zinsen unverändert bleibt, führt die Schuldendeflation zu einer Erhöhung der realen Schuldenlast. Dies kann zu einer Deflationsspirale führen: die Erhöhung der realen Schuldenlast verursacht eine Kreditklemme und die Insolvenz einiger Schuldner. Dies führt zu einer Verringerung der gesamtwirtschaftlichen Nachfrage und somit zu einer weiteren Verringerung der Preise (Verschärfung der Deflation). Dies wiederum führt zu noch weiter fallendem Nominaleinkommen und damit zu einer noch stärkeren Erhöhung der realen Schuldenlast. Dies führt zu weiteren Insolvenzen und so weiter.
Es gibt eine starke empirische Validität, dass die Schuldendeflation eine wesentliche Ursache der Weltwirtschaftskrise war.

## Irving Fisher (1933)
Auf Basis der Quantitätstheorie argumentierte Irving Fisher in seinem Buch The Debt-Deflation Theory of Great Depressions (1933), dass die Große Depression durch die Auswirkungen der Deflation auf Kreditschulden verursacht wurde. Dabei betont er, dass eine hohe Schuldensumme für sich genommen noch nicht schädlich ist. Er nennt aber eine Verkettung von Umständen, die zu Schuldendeflation und zu einer Rezession führen:
1. Schuldner versuchen mit Notverkäufen (Verkäufe zu sehr niedrigen Preisen) kurzfristig zahlungsfähig zu werden.
2. Die Rückzahlung von Schulden führt zu einer Verringerung der Giralgeldschöpfung der Banken und somit zu einer Verringerung der Geldmenge.
3. Durch Verringerung der Geldmenge sinkt das Preisniveau.
4. Durch sinkendes Preisniveau sinken die Unternehmenswerte. Die Kreditwürdigkeit der Unternehmen verringert sich was die Verlängerung bzw. Umschuldung von Krediten erschwert.
5. Die Gewinne der Unternehmen sinken.
6. Die Unternehmen senken die Produktion und entlassen Arbeitskräfte.
7. Es entsteht ein allgemeiner Vertrauensverlust in die wirtschaftliche Lage.
8. Statt zu investieren wird Geld gehortet.
9. Die nominellen Zinssätze sinken zwar, aufgrund des Allgemeinen Preisverfalls erhöht sich jedoch das reale Gewicht der Zinslast.

Das Ergebnis der Schuldendeflation ist scheinbar paradox: je mehr Schulden zurückgezahlt werden, desto stärker sinkt die Geldmenge (falls Regierung und Zentralbank so wie zu Anfang der Großen Depression nicht reflationierend eingreifen), desto stärker sinkt das Preisniveau, desto drückender wird das reale Gewicht der verbleibenden Schuldenlast.

## Ben Bernanke (1983)
Die Theorie von Irving Fisher erweiterte Ben Bernanke um die „Kreditsicht“. Wenn ein Kreditnehmer insolvent geht, lässt die Bank die Sicherheiten versteigern. Durch eine Deflation sinken aber auch die Preise von Sachanlagen, Immobilien etc. Dies führt dazu, dass die Banken die Risiken einer Kreditgewährung überdenken und folglich weniger Kredite vergeben. Dies führt zu einer Kreditklemme, die ihrerseits zu einer Verringerung der gesamtwirtschaftlichen Nachfrage und somit zu einer weiteren Verringerung der Preise (Verschärfung der Deflation) führt.

## Empirische Validität

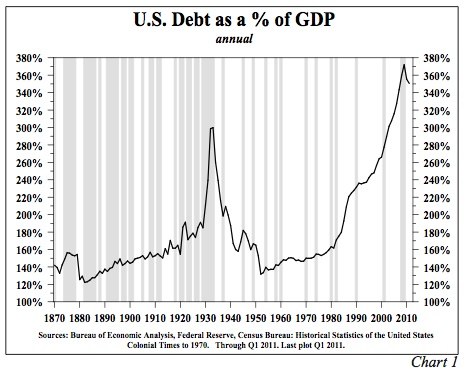
Das Verhältnis der privaten und staatlichen Schulden zum US-Bruttoinlandsprodukt ist während der Weltwirtschaftskrise stark gestiegen.

Es gibt eine starke empirische Validität, dass die Schuldendeflation eine wesentliche Ursache der Weltwirtschaftskrise war.

## Gegenmaßnahme
Als Lösung des Schuldendeflationsproblems wird Reflationspolitik empfohlen.